# Andreas Alföldi
Andreas Alföldi (in ungherese Alföldi András (il cognome va prima del nome); Pomáz, 27 agosto 1895 – Princeton, 12 febbraio 1981) è stato uno storico, numismatico ed epigrafista ungherese.
Considerato uno dei più importanti ricercatori del XX secolo, è stato anche uno dei più prolifici studiosi dell'antichità. Anche se alcune delle sue conclusioni sono poste in discussione, in molti ambiti le sue ricerche sono state assolutamente innovative.

## Biografia

### Gioventù e studi
Andreas Alföldi nacque in Ungheria, figlio di un medico, negli ultimi anni dell'Impero austro-ungarico.
Sebbene dopo la morte del padre nel 1910 i mezzi finanziari della famiglia si facessero più limitati poté tuttavia intraprendere, dopo il conseguimento dell'Abitur (corrispondente circa all'attuale maturità), lo studio delle scienze dell'antichità.
Già in questo periodo non si limitò al normale curriculum di studi, ma affrontò anche ricerche proprie. In particolare si dedicò ai primi periodi della numismatica antica un campo, in Ungheria, ancora trascurato.
Lo scoppio della prima guerra mondiale trascinò Alföldi, come molti altri giovani della borghesia ungherese, nella guerra. Gravemente ferito nel 1917, fu congedato dall'esercito con un'alta decorazione. Anche negli anni successivi egli vide con orgoglio questo periodo, che aveva rappresentato per lui un'importante verifica personale. Conservò sempre interesse per tutto ciò che aveva a che fare con problemi militari e questioni strategiche.
L'umiliazione nazionale dell'Ungheria in seguito al Trattato del Trianon rafforzò la sua solidarietà nazionale e fu sicuramente una forte stimolo per le sue ricerche nell'area ungherese.
Dopo il suo congedo dall'esercito Alföldi riprese i suoi studi a Budapest. La sua Dissertazione (Pannoniai agyakminták es vonatkozásaik á császárokra – Coroplastica pannonica e iconografia imperiale – in Archaeologiai Értesitö 38, 1918/19, pag. 1–36) fu seguita nel 1919 da Valentin Kuzisnsky. Già in questo lavoro è evidente l'interesse di Alföldi per temi trascurati della ricerca. Inoltre si rese evidente che il suo punto focale era la ricerca sull'area del Danubio e dei Carpazi. Questo non era all'epoca inusuale. Inoltre nel periodo tra le due guerre era abituale che l'archeologia nazionale si mettesse al servizio di aspetti nazionali.
A causa della Grande Guerra e delle sue conseguenze collegamenti e strutture vecchie di secoli andarono perse a causa dei nuovi confini.
Nella controversia tra Ungheria e Romania, riguardante alla Transilvania, condotta anche con argomenti storici, Alföldi sostenne le ragioni ungheresi.
Il suo intervento, al di là di tutto, ebbe il merito di contribuire allo sviluppo della ricerca nell'archeologia e nella conservazione dei monumenti di quel territorio.
L'attenzione dei primi studi di Alföldi fu indirizzata verso l'epigrafia e la numismatica dell'area del Danubio. In precedenza, come già detto, la numismatica ungherese si trovava ad un livello molto basso. Già nella sua prima pubblicazione, una recensione di in libro di testo di numismatica del 1914, da lui stroncata completamente, Alföldi mostrò che, con i suoi studi, era già avanti nella sua formazione scientifica. Nella replica l'autore del testo criticato dimostrò di credere che Alföldi fosse lo pseudonimo di uno scienziato già affermato.
Come studente dei primi anni sbalordì uno dei suoi docenti con l'esatta attribuzione di una moneta romana.
In seguito alla sua prima ricerca al Wiener Institut für Alte Geschichte (Istituto viennese per la storia antica), gli fu chiesto con sorpresa come avesse acquisito in Ungheria una conoscenza numismatica così avanzata; semplicemente non c'era mai stato prima di lui un numismatico ungherese con un livello così elevato di conoscenza.
Non può destare meraviglia se, già nel 1919, Alföldi otteneva un primo impiego al Gabinetto numismatico del Museo Nazionale Ungherese di Budapest, che gli permise di dedicarsi ancora ai suoi studi numismatici.

### 1923 - 1947: la carriera in Ungheria
Nel 1923 Alföldi fu chiamato per una cattedra di Storia antica alla seconda, per dimensione, Università d'Ungheria a Debrecen. Dopo diversi anni, nei quali sostenne il suo ruolo di ricercatore scientifico, nel 1930 fu chiamato come successore di Valentin Kuzsinskys alla cattedra Archaeologia terrae Hungaricae (Archeologia della terra ungherese) – in insegnamento di importanza crescente - all'Università di Budapest. Alla cattedra apparteneva anche un istituto di specializzazione che Alföldi riorganizzò. Grazie alle sue capacità organizzative, al suo fascino ed alla sua capacità di lavoro, che includeva molte competenze in diverse discipline delle scienze dell'antichità (storia antica, archeologia classica, numismatica, epigrafia, archeologia preistorica, storia dell'arte), Alföldi indirizzò gli studi ungheresi della storia antica e dell'archeologia per il 15 anni successivi. Poiché le sue competenze non si limitavano all'area ungherese, Alföldi divenne noto nel mondo specialistico come uno scienziato di punta. In Ungheria ad esempio promosse le diverse scienze come editore di Numizmatikai Közlöny e di Archaeologiai Értesitö così come della collana Dissertationes Pannonicae.
Benché nel frattempo si sia sempre più specializzato nelle scienze dell'antichità, Andreas Alföldi fu uno degli ultimi studiosi che abbia potuto con le sue competenze dare impulso a differenti ambiti di studio specialistico. Ebbe la capacità di padroneggiare diversi ambiti delle scienze dell'antichità. Alföldi invero diede impulso anche all'archeologia e ad altre scienze ausiliarie della storia, dato che il suo obiettivo era l'uso in campo storico dei risultati della ricerca. Sotto la sua guida l'area del Danubio divenne una delle aree meglio studiate dell'Impero romano, anche se prima era stata indagata solo superficialmente. Alföldi lavorò sia su più progetti di larga scala che su singoli studi, che per lo più si sviluppavano contemporaneamente in differenti discipline. Grazie ai molti amici ed ai suoi devoti collaboratori, molti dei suoi studi vennero pubblicati in diverse lingue. In particolare va citato Der Untergang der Römerherrschaft in Pannonien (2 voll. Berlin 1924/26) (La caduta del governo romano in Pannonia), che rappresenta la sintesi delle sue ricerche sulle fonti nei diversi ambiti dell'archeologia e della storia e che si basa su vari precedenti lavori, pubblicati come saggi.
Proseguendo i suoi studi sull'area danubiana e sul bacino dei Carpazi, Alföldi dilatò sempre più le sue ricerche seguendo i nuovi problemi che gli si presentavano. Così pubblicò i suoi studi sulla Crisi del III secolo, sulla storia e sulla cultura dei popoli di pastori e cavalieri euroasiatici, sul simbolismo delle immagini e delle rappresentazioni degli imperatori romani nella tarda antichità. Anche durante la seconda guerra mondiale Alföldi riuscì a non interrompere i suoi studi. Solo dopo la guerra ci fu un profondo cambiamento nella sua vita. In seguito all'adesione dell'Ungheria al sistema sovietico ed alle limitazioni poste dal nuovo governo ai suoi lavori, Alföldi lasciò per sempre l'Ungheria e si trasferì in Svizzera. La sua emigrazione si svolse su percorsi relativamente ordinati. Tuttavia gran parte del suo materiale di lavoro rimase in Ungheria.

### 1948 - 1981: la vita in Svizzera e negli USA
Poiché Alföldi fuori dall'Ungheria era ora separato dalle fonti fin qui usate, i suoi colleghi supponevano che la sua carriera fosse arrivata al termine. Tuttavia diede nei successivi trent'anni di esilio non solo ulteriori acquisizioni nelle aree delle ricerche già condotte, ma si dedicò anche alla prima storia romana ed alla caduta della Repubblica romana. In un necrologio Géza Alföldy più tardi scrisse: "Ha illuminato la storia di Roma dall'inizio fino alla fine come nessun altro studioso ha fatto in questo secolo".
Nonostante grandi problemi personali, i suoi amici in Svizzera gli permisero un nuovo inizio scientifico in poco tempo. Nel 1948 divenne professore di storia antica a Berna, e quattro anni dopo a Basilea. Poté proseguire molti progetti iniziati in Ungheria, in parte grazie anche alle migliori condizioni di lavoro. Analogamente alle ungheresi Dissertationes Pannonicae, fondò in Svizzera la collana Dissertationes Bernenses. In riviste come lo Schweizer Münzblättern apparirono molti dei suoi articoli, come prima nelle riviste ungheresi. Inoltre si dedicò ora anche a problemi di carattere più generale.
Nel 1956 ottenne una cattedra alla School of Historical Studies nell'Institute for Advanced Study a Princeton. Oltre a migliori condizioni economiche gli furono offerte grandi possibilità di effettuare viaggi. Anche quando divenne un professore emerito Alföldi rimase a Princeton e lavorò sino alla morte a diversi progetti, che tuttavia non poté portare tutti a conclusione.

### Personalità
Alföldi viene comunemente descritto come una persona senza compromessi e dura sia con sé stesso che con gli altri. Questa sua scarsa disponibilità al compromesso fu ben chiara quando anche gravi malattie non riuscivano a distoglierlo dal lavoro. Chi, ai suoi occhi, non era abbastanza efficiente, era meglio che si scansasse dalla sua strada. D'altra parte era un uomo informale, che si intendeva bene con gli uomini semplici e indulgeva volentieri a cantare le canzoni popolari ungheresi. Si sentiva in stretto collegamento con la sua patria, l'Ungheria, anche se - o forse proprio perché - visse in esilio dopo il 1947. Si trovava a suo agio con i bambini e i suoi colleghi di facoltà lo trattavano come uno di famiglia. In seconde nozze si sposò con la nota archeologa Elisabeth Alföldi-Rosenbaum, che gli fu di grande sostegno non solo nelle fasi della sua malattia.
L'uomo immaturo  può trattare con la critica solo in parte e a bassa voce. Lui la considera cioè necessaria in linea di principio, ma la rifiuta veementemente quando gli si rivolge in una maniera che gli appare infondata. Alföldi era un buon disegnatore, qualità che gli fu utile prima di tutto negli studi numismatici, in cui poteva rielaborare da solo anche i più piccoli particolari. Era invece un cattivo oratore, anche se teneva volentieri conferenze che peraltro, secondo Karl Christ, riscuotevano spesso un "successo travolgente", anche se, tuttavia, non raggiungevano per lo più le esigenze didattiche e retoriche minime.

## Ricerca, lavori e meriti

### La prima Roma
Secondo l'opinione di Alföldi l'importanza di Roma nel periodo etrusco era minore rispetto ai periodi successivi. Analizzò le prime strutture dello Stato romano confrontandoli con quelle dei popoli eurasiatici di cavalieri e pastori. Anche se le teorie di Alföldi in questa ricerca non trovarono unanime eco positiva, anzi furono ripetutamente criticate, gli stessi critici di Alföldi dovettero riconoscere l'originalità delle sue argomentazioni. Accanto alle fonti archeologiche e a quelle, posteriori, letterarie, Alföldi usò il metodo della comparazione delle religioni. Ai suoi critici dedicò in seguito un libro (Römische Frühgeschichte. Kritik und Forschung seit 1964, Heidelberg 1976).

### La caduta della Repubblica romana

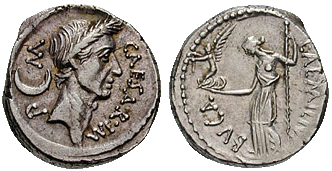
Gaio Giulio Cesare. (febbraio - marzo 44 a.C.). Denario.
Monetario Lucio Emilio Buca
CAESAR IM P M, testa laureata dx, luna dietro
L AEMILIVS BVCA, Venere stante sin., in mano Vittoria e scettro.
Crawford 480/4; Alföldi pl. XXV, 19
A. Alföldi: "Der Denar des L. Aemilius Buca mit CAESAR.IM-P-M. Zur Auswertung der Münzquellen der Geschichte des Jahres 44 v.Chr.," SM 58 (1965), pl. 3, 4.

I lavori di Andreas Alföldi sulla caduta della Repubblica romana furono dominati dalla sua tesi che Giulio Cesare voleva costruire una monarchia secondo il modello dell'antica Roma. Credette di trovare prove per la sua teoria in primo luogo nella monetazione dell'anno 44 a.C. Già la compilazione di un catalogo di queste monete rappresentava un compito rilevante poiché Alföldi doveva consultarle in molti luoghi diversi. Uno studio più rilevante su Cesare, per cui questo lavoro preliminare era stato pensato, non fu poi più realizzato.
Tuttavia Alföldi allargò le ricerche su questo punto verso una componente innovativa. Nonostante le dure critiche ha sempre difeso Cesare. Come Theodor Mommsen, lui era affascinato dalla personalità di Cesare, e deluso dall'"opportunismo" di Cicerone. Per lui Cicerone fu l'istigatore ideologico dell'assassinio di Cesare. Tuttavia vedeva la natura artistica di Cicerone. L'assassinio di Cesare attestava la sua cecità e mancanza di scrupoli ed inoltre l'oligarchia senatoria secondo lui non era portatrice di nessun ordine repubblicano. L'indignazione contro Cesare era ai suoi occhi il conflitto tra una classe dominante di formazione filosofica greca contro un Cesare di formazione romana.
Il suo lavoro sull'ascesa di Ottaviano (Oktavians Aufstieg zur Macht, Bonn 1976 - L'ascesa di Ottaviano al potere) si fondava principalmente su fonti letterarie. In questi lavori Alföldi ha fatto luce non solo sulle motivazioni emozionali e religiose del comportamento di Ottaviano dopo la morte di Cesare, ma anche per la prima volta, sugli aspetti che c'erano dietro, solidamente economici.

### Studi sul periodo Imperiale
Die Ausgestaltung des monarchischen Zeremoniells am römischen Kaiserhofe (1934) (La costruzione del cerimoniale monarchico alla corte imperiale romana) e Insignien und Tracht der römischen Kaiser (1935) (Insegne e costume degli Imperatori romani) sono considerati il punto più alto dei lavori di Alföldi. In entrambi i saggi descrive sia le basi religiose che il continuo sviluppo e le forme ufficiali dell'ideologia dei sovrani romani. In questi articoli, nei quali Alföldi ancora una volta mette in collegamento studi e fonti numismatici, letterari, epigrafici ed archeologici, è elogiata prima di tutto la sua comprensione degli antichi simboli iconici a la loro astrazione fino alle immagini delle piccole monete. Sviluppando questi studi ne seguirono altri sul mondo delle idee e sulla rappresentazione nell'Impero.
In mancanza di fonti letterarie ampie per la storia romana tra la metà e la fine del III secolo, di nuovo Alföldi fece ricorso nelle ricerche a fonti numismatiche. Prima di tutto raccolse molto materiale dalle collezioni. Particolarmente rilevanti furono le ricerche sulla zecca di Siscia. Sulla base delle monete Alföldi compilò una nuova cronologia per questo periodo. In particolare notò che nel periodo degli Imperatori-soldato i Pannoni si trovavano nelle posizioni di spicco. Tra questi mise in rilievo Gallieno tra i maggiori imperatori romani, il che costituisce un nuovo approccio nella ricerca storica.

### La tarda antichità
Anche nel campo delle ricerche sulla Tarda antichità Alföldi è considerato uno studioso con grandi meriti. Pure qui il punto di partenza fu la numismatica. Di particolare rilievo è la catalogazione dei cosiddetti contorniati, il cui studio aprì una nuova, allora inesplorata fonte prima di tutto per la storia delle idee del tardo IV - primo V secolo. Queste ricerche ebbero luogo durante la seconda guerra mondiale, il che rese questo sforzo ancora una volta particolarmente degno di menzione. Malgrado la confusione della guerra Alföldi poté ottenere il materiale necessario dai diversi musei d'Europa e pubblicare la prima edizione di questo libro. Le fonti letterarie utilizzate esaminate furono anche usate per i suoi studi su Valentiniano I.
Nello studio della tarda antichità, Alföldi si interessò per lo più al periodo tra Costantino I e la vittoria del Cristianesimo sul paganesimo. Il suo lavoro A Festival of Isis in Rome under the Christian Emperors of the IVth Century (Budapest 1937), sul Navigium Isidi, una festa in onore della dea Isis a Roma nel periodo degli imperatori cristiani del IV secolo, è considerato eccellente. Anche l'organizzazione di convegni annuali su Historia Augusta, che hanno avuto luogo regolarmente per 20 anni, ha contribuito allo studio della tarda antichità.

### Meriti
Probabilmente l'impulso più importante dato da Alföldi alla storia antica, è stata la consapevolezza che fonti epigrafiche, numismatiche ed archeologiche devono essere trattate alla stessa stregua e come completamento di quelle letterarie e non come semplici discipline ancillari o adatte semplicemente ad illustrare la letteratura storica. Era un avversario di una specializzazione troppo elevata nelle scienze dell'antichità, che aveva suddiviso in molte branche, ma era egli stesso uno specialista in molte aree. Nella sua visione storica si collocava nella tradizione di Mommsen, negli approcci metodologici in quella di Michael Rostovtzeff, suo primo punto di riferimento per le fonti archeologiche nei suoi studi di storia economica.
Alföldi ha dato anche un impulso cruciale nell'uso delle fonti numismatiche. Infatti è grazie a lui che sono diventate una delle fonti principali nello studio della storia antica. I suoi metodi, che prevedevano sia lo studio della sequenza dei conii, come lo studio di intere zecche e l'uso delle monete come fonte per l'interpretazione scientifica della religione, sono state estremamente innovativi. Alla stessa stregua in cui Mommsen è considerato il grande organizzatore per lo studio delle iscrizioni romane, così allo stesso modo Alföldi è considerato il decano della numismatica. "Egli ha avuto una grande parte nel fatto che la numismatica sia diventata una scienza storica" (Géza Alföldy).
Non abbastanza apprezzati sono i meriti di Alföldi negli studi sul Danubio e sull'area dei Carpazi. Grazie alle sue ricerche quest'area, da "tabula rasa" nella mappa delle conoscenze della Roma antica, è diventata ad uno degli ambiti meglio investigati.
Le opere di Alföldi coprono più di 300 contributi, molti dei quali in forma di Monografia. La loro efficacia proietta le ricerche che ha iniziato - anche attraverso i suoi allievi - fino a noi. Molti dei suoi colleghi si sono dispiaciuti che non abbia mai pubblicato una ricerca completa su tutta la storia romana. Questo tipo di lavoro non gli era congeniale in quanto egli preferiva concentrarsi su studi singoli, anche se padroneggiava tutta la storia allo stesso livello. Pertanto nell'opinione di alcuni dei suoi colleghi aveva la colpa della mancanza di un "gran lancio" (Karl Christian)
Accanto alle aree di ricerca fin qui accennate Alföldi si è dedicato anche ad altri studi. Ha scritto sulle tecniche della fotografia delle pitture vasali greche, sulle basi psicologiche della pittura e sull'importanza di una visione teriomorfa del mondo nelle popolazioni dell'area nord-asiatica.
Nel 1953 gli fu conferita la medaglia della Royal Numismatic Society. Nel 1972 Alföldi fu insignito dell'onorificenza Pour le Mérite, un'onorificenza tedesca. Oltre a lui solo sir Ronald Syme ha ricevuto questa onorificenza tra gli storici dell'antichità. È stato anche membro, spesso onorario, di molte società scientifiche e di accademie. Inoltre ha ricevuto la laurea honoris causa da diverse Università nonché molte altre onorificenze.
Sua figlia, Dr. Emma Alföldi è stata anche lei una storica, e moglie del famoso medioevalista ungherese Josef Deér, che è stato professore a Berna per quasi 30 anni. Entrambi, come Alföldi, hanno lasciato l'Ungheria.

## Opere principali
- Der Untergang der Römerherrschaft in Pannonien (2 voll.), Budapest 1924-1926
- Daci e romani in Transilvania, 1940
- Die Geschichte des Karpatenbeckens im 1. Jahrhundert v. Chr., Budapest/Leipzig 1942
- Die Kontorniaten. Ein verkanntes Propagandamittel der stadt-römischen heidnischen Aristokratie in ihrem Kampfe gegen das christliche Kaisertum. Festschrift der Ungarischen numismatischen Gesellschaft zur Feier ihres vierzigjährigen Bestehens (2 voll.), Budapest und Leipzig 1942/1943
- Zu den Schicksalen Siebenbürgens im Altertum, 1944
- The Conversion of Constantine the Great and Pagan Rome, 1948 (Costantino tra Paganesimo e Cristianesimo, Bari, 1976)
- The Conflicts of Ideas in the late Roman Empire, 1952
- Der frührömische Reiteradel und seine Ehrenabzeichen, Baden-Baden 1952
- Studien über Caesars Monarchie, 1953
- Die trojanischen Urahnen der Römer, 1957 (trad. italiana di Erma di Bretschneider, Roma 1979)
- Early Rome and the Latins, 1965 (Das frühe Rom und die Latiner, Darmstadt, 1977)
- Studien zur Geschichte der Weltkrise des 3. Jahrhunderts nach Christus, Darmstadt 1967
- Die monarchische Repräsentation im römischen Kaiserreiche, Darmstadt 1970
- Der Vater des Vaterlandes im römischen Denken, Darmstadt 1971
- Die zwei Lorbeerbäume des Augustus, Bonn 1973
- Caesar in 44 v. Chr. II, Bonn 1974
- Die Struktur des voretruskischen Römerstaates, Heidelberg 1974
- Römische Frühgeschichte. Kritik und Forschung seit 1964, Heidelberg 1976
- Die Kontorniat-Medaillons (assieme a Elisabeth Alföldi-Rösenbaum, 2 voll), Berlin 1976 (foto) e 1990 (testo)
- Oktavians Aufstieg zur Macht, Bonn 1976
- Aion in Mérida und Aphrodisias, 1979
- Caesariana, Bonn 1984
- Studien zu Caesars Monarchie und ihren Wurzeln (Caesar in 44 v. Chr. I), Bonn 1984